# Корпиково
Ко́рпиково (фин. Korpikylä) — деревня в Гатчинском муниципальном округе Ленинградской области.

## История
На карте Ингерманландии А. И. Бергенгейма, составленной по материалам 1676 года, упоминается как деревня Korpikylä.
На шведской «Генеральной карте провинции Ингерманландии» 1704 года — как Korpenkyla.
На карте Санкт-Петербургской губернии Я. Ф. Шмидта 1770 года обозначена как деревня Корпичи.
На карте Санкт-Петербургской губернии А. М. Вильбрехта 1792 года — как деревня Корбанова.
Деревня являлась вотчиной императрицы Марии Фёдоровны, из которой в 1806—1807 годах были выставлены ратники Императорского батальона милиции.
На «Топографической карте окрестностей Санкт-Петербурга» Военно-топографического депо Главного штаба 1817 года она обозначена как деревня Корпикова из 13 дворов.
Четыре смежные деревни под общим названием Корпикова, в общей сложности из 18 дворов, упоминаются на «Топографической карте окрестностей Санкт-Петербурга» Ф. Ф. Шуберта 1831 года.

КОРПИКОВО — деревня принадлежит ведомству Гатчинского городового правления, число жителей по ревизии: 50 м. п., 61 ж. п. (1838 год)

На картах Ф. Ф. Шуберта 1844 года и С. С. Куторги 1852 года обозначена как деревня Корпикова.
В пояснительном тексте к этнографической карте Санкт-Петербургской губернии П. И. Кёппена 1849 года она записана как деревня Korpikylä (Корпиково) и указано количество её жителей на 1848 год: савакотов — 59 м. п., 58 ж. п., всего 117 человек.

КОРПИКОВО — деревня Гатчинского дворцового правления, по просёлочной дороге, число дворов — 26, число душ — 68 м. п. (1856 год)

Согласно «Топографической карте частей Санкт-Петербургской и Выборгской губерний» в 1860 году деревня называлась Корпикова и состояла из 18 крестьянских дворов.

КОРПИКОВО — деревня удельная при речке Парицкой, число дворов — 22, число жителей: 92 м. п., 94 ж. п. (1862 год)

В 1879 году деревня Корпикова насчитывала 19 дворов.

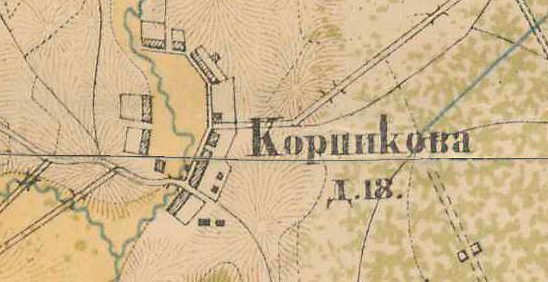
План деревни Корпиково. 1885 год

В 1885 году деревня Корпикова насчитывала 18 дворов.
В конце XIX — начале XX века деревня административно относилась к Гатчинской волости 2-го стана Царскосельского уезда Санкт-Петербургской губернии. Население деревни было исключительно финским.
К 1913 году количество дворов увеличилось до 30.
С 1917 по 1922 год деревня Корпиково входила в состав Корпиковского сельсовета Гатчинской волости Детскосельского уезда.
С 1922 года — в составе Черновского сельсовета.
С 1923 года — в составе Гатчинского уезда.
Согласно данным переписи населения СССР 1926 года в деревне Корпиково Черновского сельсовета Троцкой волости Троцкого уезда проживали 346 человек, абсолютное большинство финны, а также эстонцы.
С 1927 года — в составе Гатчинского района.
С 1928 года — в составе Войсковицкого сельсовета. В 1928 году население деревни Корпиково также составляло 346 человек.

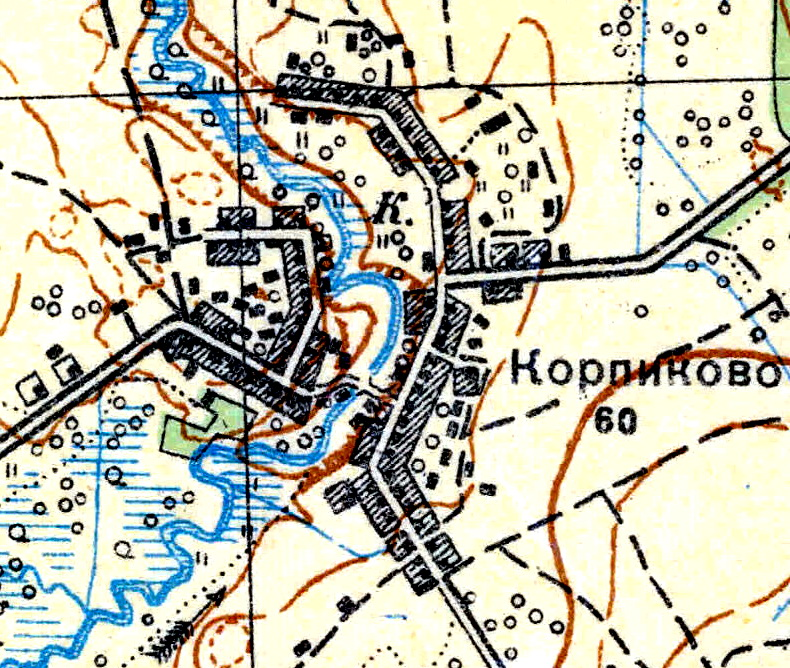
План деревни Корпиково. 1931 год

Согласно топографической карте 1931 года деревня насчитывала 60 дворов.
По данным 1933 года в состав Колпанского финского национального сельсовета Красногвардейского района входили деревни: Большое Корпиково, Малое Корпиково и Новое Корпиково<.
Деревня была освобождена от немецко-фашистских оккупантов 25 января 1944 года.
В 1958 году население деревни Корпиково составляло 215 человек.
С 1959 года — в составе Пудостьского сельсовета.
По данным 1966, 1973 и 1990 годов деревня Корпиково также входила в состав Пудостьского сельсовета Гатчинского района.
В 1997 году в деревне проживали 111 человек, в 2002 году — 133 человека (русские — 77 %), в 2007 году — 132, в 2010 году — 315.

## География
Деревня расположена в северной части района на автодороге 41К-102 (Войсковицы — Мариенбург).
Расстояние до административного центра поселения, посёлка Пудость — 13 км.
Расстояние до ближайшей железнодорожной платформы Мариенбург — 4 км.
Через деревню протекает река Парица. В деревне находится Корпиковское болото.

## Демография
| 1862 | 2007 | 2010 | 2017 |
| ---- | ---- | ---- | ---- |
| 186  | ↘132 | ↗315 | ↘146 |

### Национальный состав
Согласно данным Всероссийской переписи населения 2021 года в деревне проживали 250 человек, из них:
 русские — 22, украинцы — 1 человек, остальные национальность не указали.

## Предприятия и организации
Фельдшерско-акушерский пункт.

## Достопримечательности
Близ деревни, на берегах реки Парицы расположены артезианские скважины, часть из которых внешне напоминает гейзеры.

## Транспорт
От Гатчины до Корпиково можно доехать на автобусах № 525, 543.

## Улицы
1-й проезд, 2-й проезд, Зелёная, Нагорная, Речная, Речной переулок, Центральная.

## Садоводства
Авангард-1, Газовик, Дружба, Железнодорожник, Заря-2, ЛЭТЗ цех 11, Огонёк, ПИЯФ, Погат, Садовод-строитель, СУ-234.